# Tridacna squamosa
Tridacna squamosa is een tweekleppigensoort uit de familie van de Cardiidae. De wetenschappelijke naam van de soort is voor het eerst geldig gepubliceerd in 1819 door Lamarck.